# Ocho apellidos marroquís
 (mai 2025).
Si vous disposez d'ouvrages ou d'articles de référence ou si vous connaissez des sites web de qualité traitant du thème abordé ici, merci de compléter l'article en donnant les références utiles à sa vérifiabilité et en les liant à la section « Notes et références ».
Pour plus de détails, voir Fiche technique et Distribution.
Ocho apellidos marroquís (litt. « Huit noms de famille marocains ») est un film espagnol réalisé par Álvaro Fernández Armero sorti en 2023.
Il est présenté comme la suite des grands succès Ocho apellidos vascos et Ocho apellidos catalanes.